# Andrena peshinica
Andrena peshinica är en biart som beskrevs av Nurse 1904. Andrena peshinica ingår i släktet sandbin, och familjen grävbin. Inga underarter finns listade i Catalogue of Life.